# Паразитичний близнюк

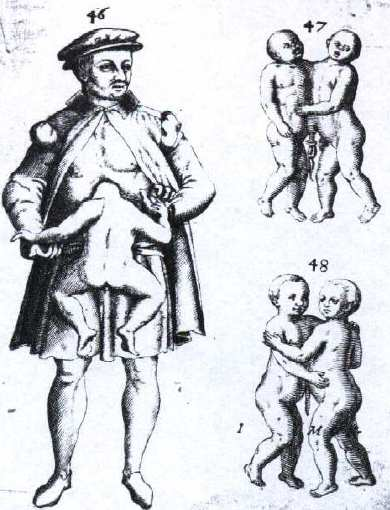
Ілюстрація чоловіка з близнюком-паразитом

Паразитичний близнюк або Близнюк-паразит ( лат. ischiopagus, буквально "ішіопаг" ) - надзвичайно рідкісний біологічний феномен, що відбувається, коли зародок одного близнюка поглинає менш розвиненого. Це відбувається на ранніх етапах ембріонального розвитку : крайній випадок тератоми. Паразит може існувати в організмі «господаря» багато років. Тіло близнюка-паразита недорозвинене та повністю або частково перебуває в організмі другого близнюка.
На думку деяких лікарів, близнюк-паразит є однією із форм зрощування сіамських близнюків. Тим не менш у цьому випадку один близнюк приєднаний до організму іншого залежить від нього.

## Відомі випадки
- Франческо "Френк" Лентіні (1889 – 1966) – народився з трьома ногами.
- Лакшмі Татма (нар. 2005, Індія) - випадок позбавлення близнюка-паразита в листопаді 2007 року в ході операції, що тривала 27 годин